# Club Deportivo Marte
O Club Deportivo Marte ou Marte Fútbol Club foi uma equipe de futebol que jogava na primeira divisão do México e tinha sede na cidade de Cuernavaca,em Morelos.o clube foi um das equipes mais competitivas durante o período amador do futebol mexicano, e que depois da profissionalização foi rebaixado e se extinguiu em menos de um ano após o rebaixamento.

## História
No México pós-revolução, a presença militar em todos os âmbitos da sociedade era algo cotidiano, e por isso,ninguém se surpreendeu quando apareceu na liga de futebol um clube patrocinado pelo Ministério da Guerra. O general Rafael M.Aguirre gostava de futebol, e por isso, financiava uma equipe que levava o nome do gabinete do ministério da guerra do qual ele fazia parte: Cuenta y Administración. Em 1921,quando decidiram solicitar sua entrada na Federação Mexicana de Futebol, o clube mudou de nome para Guerra y Marina. Dois anos depois, obrigados pelos novos estatutos da federação, que proibiam a admissão de equipes com nomes ligados ao governo, o Guerra y Marina se transformou em Son-Sin, anagrama de Sonora y Sinaloa, mas a equipe se extinguiu no final da temporada 1923-1924. no seu retorno à capital, o general Aguirre se manteve em contato com Óscar Bonfiglio, goleiro, e um dos fundadores do Guerra y Marina para planejar o retorno da equipe. Já com o elenco renovado, enfrentaram o Nacional e conseguiram manter um 0 a 0 até os 30 minutos do segundo tempo, com um futebol que agradou o público. Em 1928,o clube voltou à federação agora com o nome de Club Deportivo Marte e quando o general Aguirre toma uma decisão transcendental para sua equipe e para todo o futebol mexicano. viaja a Guadalajara e convence quase metade dos jogadores da Seleção de Jalisco a se mudarem para a capital para jogarem no Marte .na temporada de 1929,o Marte é campeão com apenas uma derrota na temporada.

## Títulos

### Primeiro Título
O primeiro título foi na temporada 1928-1929, logo no seu ano de estreia, terminando com 14 pontos em 8 jogos. Boa parte daquela equipe esteve na Copa do Mundo FIFA de 1930, um ano depois.
|   | Equipe    | J | G | E | P | Pts |
| 1 | Marte FC  | 8 | 7 | 0 | 1 | 14  |
| 2 | España FC | 8 | 6 | 1 | 1 | 13  |
| 3 | America   | 8 | 5 | 1 | 2 | 11  |
| 4 | Atlante   | 8 | 5 | 0 | 3 | 10  |
| 5 | Necaxa    | 8 | 5 | 0 | 3 | 10  |
| 6 | Asturias  | 8 | 3 | 1 | 4 | 7   |
| 7 | Germania  | 8 | 2 | 0 | 6 | 4   |
| 8 | Aurrerá   | 8 | 0 | 2 | 6 | 2   |
| 9 | México FC | 8 | 0 | 1 | 7 | 1   |

### Segundo Título
O segundo título veio na temporada 1942-1943, depois de 14 anos . o Marte só conseguiu superar o Atlante por apenas um ponto. Com uma vitória de 1 a 0 sobre o Moctezuma de Orizaba ,o Marte ganharia o título. A classificação do campeonato terminou assim:
|   | Equipe             | J  | G | E | P | Pts |
| 1 | Marte FC           | 14 | 8 | 3 | 3 | 19  |
| 2 | Atlante            | 14 | 7 | 4 | 3 | 18  |
| 3 | Necaxa             | 14 | 7 | 3 | 4 | 17  |
| 4 | Moctezuma          | 14 | 5 | 3 | 6 | 13  |
| 5 | Seleção de Jalisco | 14 | 5 | 2 | 7 | 12  |
| 6 | España             | 14 | 4 | 4 | 6 | 12  |
| 7 | América            | 14 | 5 | 1 | 8 | 11  |
| 8 | Asturias           | 14 | 4 | 2 | 8 | 10  |

### Terceiro Título
Logo após o segundo título do Marte, foi implantado o profissionalismo no futebol mexicano. Até a temporada 1953-1954, a melhor posição do clube no campeonato foi em 1952-1953 quando terminou em sétimo lugar. Na temporada 1952-1953, a equipe se mudou para a cidade de Cuernavaca, em Morelos. Na temporada seguinte, depois de várias temporadas medíocres em que o time não passou do meio da tabela, a equipe veio a lembrar os torcedores do poderio que tinha na era do amadorismo.
|    | Equipe    | J  | G  | E | P  | Pts |
| 1  | Marte FC  | 22 | 11 | 4 | 7  | 26  |
| 2  | Oro       | 22 | 12 | 1 | 9  | 25  |
| 3  | Puebla    | 22 | 8  | 9 | 5  | 25  |
| 4  | Tampico   | 22 | 9  | 5 | 8  | 23  |
| 5  | Toluca    | 22 | 8  | 7 | 7  | 23  |
| 6  | Chivas    | 22 | 9  | 4 | 9  | 22  |
| 7  | Necaxa    | 22 | 9  | 4 | 9  | 22  |
| 8  | León      | 22 | 10 | 1 | 11 | 21  |
| 9  | América   | 22 | 7  | 6 | 9  | 20  |
| 10 | Zacatepec | 22 | 9  | 2 | 11 | 20  |
| 11 | Atlante   | 22 | 7  | 5 | 10 | 19  |
| 12 | Atlas     | 22 | 7  | 4 | 11 | 18  |

## Decadência
na temporada 1954-1955, o Marte caiu para a Segunda Divisão, dando lugar pra o Atlas ,que havia caído no ano anterior. O rebaixamento foi fatal a ponto de o Marte nunca mais voltar à Primeira Divisão, o que levou ao desaparecimento da equipe. 